# اوبری جوزف
اوبری جوزف (انگلیسی: Aubrey Joseph؛ زادهٔ ۲۶ نوامبر ۱۹۹۷) یک هنرپیشه و خواننده آمریکایی است. برای نقش تایرون جانسون / شنل در شنل و خنجر شناخته شده است.